# Pseudoepedanus
Pseudoepedanus is een geslacht van hooiwagens uit de familie Epedanidae.
De wetenschappelijke naam Pseudoepedanus is voor het eerst geldig gepubliceerd door Suzuki in 1969. 

## Soorten
Pseudoepedanus is monotypisch en omvat slechts de volgende soort:
- Pseudoepedanus dolensis